# Mistrovství světa ve fotbale 2014 – skupina B
Skupina B Mistrovství světa ve fotbale 2014 byla jednou z osmi základních skupin tohoto šampionátu. Nalosovány do ní byly celky Španělska, Nizozemska, Chile a Austrálie. Obhájce titulu Španělsko nepostoupil ze skupiny, na jeho úkor šly dál týmy Nizozemska a Chile.

## Týmy
| Pozice při losu (nasazení) | Tým        | Kvalifikován jako                | Datum zajištění účasti | Pořadí účasti na MS | Poslední účast | Nejlepší umístění           | Žebříček FIFA | Žebříček FIFA |
| Pozice při losu (nasazení) | Tým        | Kvalifikován jako                | Datum zajištění účasti | Pořadí účasti na MS | Poslední účast | Nejlepší umístění           | Říjen 2013    | Červen 2014   |
| -------------------------- | ---------- | -------------------------------- | ---------------------- | ------------------- | -------------- | --------------------------- | ------------- | ------------- |
| B1                         | Španělsko  | vítěz skupiny I UEFA             | 15. října 2013         | 13.                 | 2010           | Vítězové (2010)             | 1.            | 1.            |
| B2                         | Nizozemsko | vítěz skupiny D UEFA             | 10. září 2013          | 10.                 | 2010           | 2. místo (1974, 1978, 2010) | 8.            | 15.           |
| B3                         | Chile      | 3. místo CONMEBOL                | 15. října 2013         | 9.                  | 2010           | 3. místo (1962)             | 12.           | 14.           |
| B4                         | Austrálie  | 4. fáze AFC - druhý ze skupiny B | 18. června 2013        | 4.                  | 2010           | Osmifinále (2006)           | 57.           | 62.           |

Poznámka: Žebříček z října 2013 byl použit pro určení nasazení při konečném pořadí losování skupin na Mistrovství světa. Žebříček z června 2014 ukazuje aktuální pořadí mužstva ve světovém žebříčku FIFA.

## Tabulka
| Legenda                                                  |
| -------------------------------------------------------- |
| Vítěz skupiny a druhý v pořadí postupující do osmifinále |

| Tým        | Z | V | R | P | VG | IG | +/− | B |
| ---------- | - | - | - | - | -- | -- | --- | - |
| Nizozemsko | 3 | 3 | 0 | 0 | 10 | 3  | +7  | 9 |
| Chile      | 3 | 2 | 0 | 1 | 5  | 3  | +2  | 6 |
| Španělsko  | 3 | 1 | 0 | 2 | 4  | 7  | −3  | 3 |
| Austrálie  | 3 | 0 | 0 | 3 | 3  | 9  | −6  | 0 |

Všechny časy zápasů jsou v SELČ.

## Zápasy

### Španělsko vs Nizozemsko
Oba týmy se spolu utkaly v předchozích 10 utkáních, včetně finále Mistrovství světa 2010, kdy Španělsko zásluhou Andrése Iniesty zvítězilo po prodloužení 1:0. Bylo to vůbec poprvé, co se týmy z předchozího finále Mistrovství světa střetly v základní skupině.
Španělé v souboji s Nizozemci, který byl částečně vnímán i jako odveta za finále MS 2010, herně propadli, Nizozemcům skvěle vycházela brejková taktika. Dvěma góly se uvedli Robin van Persie a Arjen Robben, Van Persie předvedl krásnou rybičku (skóroval hlavou v letu), druhý jmenovaný se blýskl skvělou individuální akcí, kterou vyškolil španělskou obranu včetně brankáře Casillase. Nizozemsko smetlo soka z Pyrenejského poloostrova jednoznačně 5:1, přičemž několik dalších šancí zahodilo.
| 13. června 2014 21:00 |        |                                                 |                                                                    |
| Španělsko             | 1 : 5  | Nizozemsko                                      | Arena Fonte Nova, Salvador diváci: 48 173 rozhodčí: Nicola Rizzoli |
| Alonso 27' (pen.)     | Zpráva | van Persie 44', 72' Robben 53', 80' de Vrij 64' | Arena Fonte Nova, Salvador diváci: 48 173 rozhodčí: Nicola Rizzoli |

| Španělsko | Nizozemsko |

| BR                 | 1  | Iker Casillas (c) | 65' |     |
| PO                 | 22 | César Azpilicueta |     |     |
| SO                 | 3  | Gerard Piqué      |     |     |
| SO                 | 15 | Sergio Ramos      |     |     |
| LO                 | 18 | Jordi Alba        |     |     |
| PZ                 | 8  | Xavi              |     |     |
| SZ                 | 16 | Sergio Busquets   |     |     |
| LZ                 | 14 | Xabi Alonso       |     | 62' |
| PK                 | 21 | David Silva       |     | 78' |
| LK                 | 6  | Andrés Iniesta    |     |     |
| SÚ                 | 19 | Diego Costa       |     | 62' |
| Nahrazující:       |    |                   |     |     |
| ÚT                 | 9  | Fernando Torres   |     | 62' |
| ÚT                 | 11 | Pedro             |     | 62' |
| ZÁ                 | 10 | Cesc Fàbregas     |     | 78' |
| Trenér:            |    |                   |     |     |
| Vicente del Bosque |    |                   |     |     |

| BR             | 1  | Jasper Cillessen     |     |     |
| PO             | 2  | Ron Vlaar            |     |     |
| SO             | 3  | Stefan de Vrij       | 41' | 77' |
| LO             | 4  | Bruno Martins Indi   |     |     |
| PKO            | 7  | Daryl Janmaat        |     |     |
| LKO            | 5  | Daley Blind          |     |     |
| SZ             | 6  | Nigel de Jong        |     |     |
| SZ             | 8  | Jonathan de Guzmán   | 25' | 62' |
| ÚZ             | 10 | Wesley Sneijder      |     |     |
| SÚ             | 9  | Robin van Persie (c) | 66' | 79' |
| SÚ             | 11 | Arjen Robben         |     |     |
| Nahrazující:   |    |                      |     |     |
| ZÁ             | 20 | Georginio Wijnaldum  |     | 62' |
| OB             | 13 | Joël Veltman         |     | 77' |
| ÚT             | 17 | Jeremain Lens        |     | 79' |
| Trenér:        |    |                      |     |     |
| Louis van Gaal |    |                      |     |     |

| Muž zápasu: Robin van Persie (Nizozemsko) Asistenti rozhodčího: Renato Faverani Andrea Stefani Čtvrtý rozhodčí: Svein Oddvar Moen Pátý rozhodčí: Kim Thomas Haglund |

### Chile vs Austrálie
Oba týmy se spolu střetly v předchozích pěti zápasech, včetně základní skupiny na Mistrovství světa 1974, kdy utkání skončilo remízou 0:0. Naposledy se mužstva utkala na turnaji Copa Ciudad de Valparaíso, kde Chile góly Pedra Very a Reinalda Navia vyhrálo 2:1.
| 13. června 2014 24:00                     |        |            |                                                                 |
| Chile                                     | 3 : 1  | Austrálie  | Arena Pantanal, Cuiabá diváci: 40 275 rozhodčí: Noumandiez Doué |
| Sánchez 12' Valdívia 14' Beausejour 90+2' | Zpráva | Cahill 35' | Arena Pantanal, Cuiabá diváci: 40 275 rozhodčí: Noumandiez Doué |

| Chile | Austrálie |

| BR             | 1  | Claudio Bravo (c) |     |     |
| PO             | 4  | Mauricio Isla     |     |     |
| SO             | 17 | Gary Medel        |     |     |
| SO             | 18 | Gonzalo Jara      |     |     |
| LO             | 2  | Eugenio Mena      |     |     |
| PZ             | 20 | Charles Aránguiz  | 86' |     |
| SZ             | 21 | Marcelo Díaz      |     |     |
| LZ             | 8  | Arturo Vidal      |     | 60' |
| PÚ             | 7  | Alexis Sánchez    |     |     |
| SÚ             | 10 | Jorge Valdivia    |     | 68' |
| LÚ             | 11 | Eduardo Vargas    |     | 88' |
| Nahrazující:   |    |                   |     |     |
| ZÁ             | 16 | Felipe Gutiérrez  |     | 60' |
| ZÁ             | 15 | Jean Beausejour   |     | 68' |
| ÚT             | 9  | Mauricio Pinilla  |     | 88' |
| Trenér:        |    |                   |     |     |
| Jorge Sampaoli |    |                   |     |     |

| BR               | 1  | Mathew Ryan        |     |     |
| PO               | 2  | Ivan Franjic       |     | 49' |
| SO               | 22 | Alex Wilkinson     |     |     |
| SO               | 6  | Matthew Špiranović |     |     |
| LO               | 3  | Jason Davidson     |     |     |
| SZ               | 15 | Mile Jedinak (c)   | 58' |     |
| SZ               | 5  | Mark Milligan      | 67' |     |
| PK               | 7  | Mathew Leckie      |     |     |
| ÚZ               | 23 | Mark Bresciano     |     | 78' |
| LK               | 11 | Tommy Oar          |     | 68' |
| SÚ               | 4  | Tim Cahill         | 44' |     |
| Nahrazující:     |    |                    |     |     |
| OB               | 19 | Ryan McGowan       |     | 49' |
| ZÁ               | 10 | Ben Halloran       |     | 68' |
| ZÁ               | 14 | James Troisi       |     | 78' |
| Trenér:          |    |                    |     |     |
| Ange Postecoglou |    |                    |     |     |

| Muž zápasu: Alexis Sánchez Asistenti rozhodčího: Songuifolo Yeo Jean-Claude Birumushahu Čtvrtý rozhodčí: Roberto Moreno Pátý rozhodčí: Eric Boria |

### Austrálie vs Nizozemsko
Obě mužstva se spolu utkala v předchozích třech zápasech, naposledy v přípravném utkání v roce 2009, kde zápas skončil nerozhodným výsledkem 0:0.
| 18. června 2014 18:00         |        |                                     |                                                                          |
| Austrálie                     | 2 : 3  | Nizozemsko                          | Estádio Beira-Rio, Porto Alegre diváci: 42 877 rozhodčí: Djamel Haimoudi |
| Cahill 21' Jedinak 54' (pen.) | Zpráva | Robben 20' Van Persie 58' Depay 68' | Estádio Beira-Rio, Porto Alegre diváci: 42 877 rozhodčí: Djamel Haimoudi |

| Austrálie | Nizozemsko |

| BR               | 1  | Mathew Ryan        |     |     |
| PO               | 19 | Ryan McGowan       |     |     |
| SO               | 22 | Alex Wilkinson     |     |     |
| SO               | 6  | Matthew Špiranović |     |     |
| LO               | 3  | Jason Davidson     |     |     |
| SZ               | 15 | Mile Jedinak (c)   |     |     |
| SZ               | 17 | Matt McKay         |     |     |
| PK               | 7  | Mathew Leckie      |     |     |
| ÚZ               | 23 | Mark Bresciano     |     | 51' |
| LK               | 11 | Tommy Oar          |     | 77' |
| SÚ               | 4  | Tim Cahill         | 43' | 69' |
| Nahrazující:     |    |                    |     |     |
| ZÁ               | 14 | Oliver Bozanić     |     | 51' |
| ZÁ               | 10 | Ben Halloran       |     | 69' |
| ÚT               | 9  | Adam Taggart       |     | 77' |
| Trenér:          |    |                    |     |     |
| Ange Postecoglou |    |                    |     |     |

| BR             | 1  | Jasper Cillessen     |     |       |
| PO             | 2  | Ron Vlaar            |     |       |
| SO             | 3  | Stefan de Vrij       |     |       |
| LO             | 4  | Bruno Martins Indi   |     | 45+3' |
| PZ             | 7  | Daryl Janmaat        |     |       |
| SZ             | 8  | Jonathan de Guzmán   |     | 78'   |
| SZ             | 6  | Nigel de Jong        |     |       |
| LZ             | 5  | Daley Blind          |     |       |
| ÚZ             | 10 | Wesley Sneijder      |     |       |
| SÚ             | 9  | Robin van Persie (c) | 47' | 87'   |
| SÚ             | 11 | Arjen Robben         |     |       |
| Nahrazující:   |    |                      |     |       |
| ZÁ             | 21 | Memphis Depay        |     | 45+3' |
| ZÁ             | 20 | Georginio Wijnaldum  |     | 78'   |
| ÚT             | 17 | Jeremain Lens        |     | 87'   |
| Trenér:        |    |                      |     |       |
| Louis van Gaal |    |                      |     |       |

| Muž zápasu: Arjen Robben Asistenti rozhodčího: Abdelhak Etchiali Redouane Achik Čtvrtý rozhodčí: Bakary Gassama Pátý rozhodčí: Evarist Menkouande |

### Španělsko vs Chile
Oba týmy se spolu střetly v předchozích deseti utkáních, včetně dvou základních skupin na Mistrovství světa, všechny tyto zápasy zvládlo lépe Španělsko (1950: 2:0; 2010: 2:1). Naposledy se mužstva utkala v přípravném utkání v roce 2013, kde zápas skončil nerozhodným výsledkem 2:2.
Španělé pokračovali v nevýrazných výkonech, tentokrát podlehli agilním Chilanům 0:2, což znamenalo, že jako obhájci titulu napodobili Italy z předchozího MS 2010 a vypadli už v základní skupině. Chile se kvalifikovalo do osmifinále.
| 18. června 2014 21:00 |        |                         |                                                                          |
| Španělsko             | 0 : 2  | Chile                   | Estádio do Maracanã, Rio de Janeiro diváci: 74 101 rozhodčí: Mark Geiger |
|                       | Zpráva | Vargas 19' Aránguiz 43' | Estádio do Maracanã, Rio de Janeiro diváci: 74 101 rozhodčí: Mark Geiger |

| Španělsko | Chile |

| BR                 | 1  | Iker Casillas (c) |     |     |
| PO                 | 22 | César Azpilicueta |     |     |
| SO                 | 4  | Javi Martínez     |     |     |
| SO                 | 15 | Sergio Ramos      |     |     |
| LO                 | 18 | Jordi Alba        |     |     |
| SZ                 | 16 | Sergio Busquets   |     |     |
| SZ                 | 14 | Xabi Alonso       | 41' | 46' |
| PK                 | 21 | David Silva       |     |     |
| ÚZ                 | 6  | Andrés Iniesta    |     |     |
| LK                 | 11 | Pedro             |     | 76' |
| SÚ                 | 19 | Diego Costa       |     | 64' |
| Nahrazující:       |    |                   |     |     |
| ZÁ                 | 17 | Koke              |     | 46' |
| ÚT                 | 9  | Fernando Torres   |     | 64' |
| ZÁ                 | 20 | Santi Cazorla     |     | 76' |
| Trenér:            |    |                   |     |     |
| Vicente del Bosque |    |                   |     |     |

| BR             | 1  | Claudio Bravo (c) |     |     |
| PO             | 17 | Gary Medel        |     |     |
| SO             | 5  | Francisco Silva   |     |     |
| LO             | 18 | Gonzalo Jara      |     |     |
| PZ             | 4  | Mauricio Isla     |     |     |
| SZ             | 20 | Charles Aránguiz  |     | 64' |
| SZ             | 21 | Marcelo Díaz      |     |     |
| LZ             | 2  | Eugenio Mena      | 61' |     |
| ÚZ             | 8  | Arturo Vidal      | 26' | 88' |
| SÚ             | 11 | Eduardo Vargas    |     | 85' |
| SÚ             | 7  | Alexis Sánchez    |     |     |
| Nahrazující:   |    |                   |     |     |
| ZÁ             | 16 | Felipe Gutiérrez  |     | 64' |
| ZÁ             | 10 | Jorge Valdivia    |     | 85' |
| ZÁ             | 6  | Carlos Carmona    |     | 88' |
| Trenér:        |    |                   |     |     |
| Jorge Sampaoli |    |                   |     |     |

| Muž zápasu: Eduardo Vargas Asistenti rozhodčího: Mark Hurd Joe Fletcher Čtvrtý rozhodčí: Nawaf Shukralla Pátý rozhodčí: Yaser Tulefat |

### Austrálie vs Španělsko
Oba týmy se ještě spolu nikdy neutkaly. Australský útočník Tim Cahill byl z důsledku nahromadění žlutých karet na tento zápas suspendován.
| 23. června 2014 18:00 |        |                               |                                                                     |
| Austrálie             | 0 : 3  | Španělsko                     | Arena da Baixada, Curitiba diváci: 39 375 rozhodčí: Nawaf Shukralla |
|                       | Zpráva | Villa 36' Torres 69' Mata 82' | Arena da Baixada, Curitiba diváci: 39 375 rozhodčí: Nawaf Shukralla |

| Austrálie | Španělsko |

| BR               | 1  | Mathew Ryan        |       |     |
| PO               | 19 | Ryan McGowan       |       |     |
| SO               | 6  | Matthew Špiranović | 88'   |     |
| SO               | 22 | Alex Wilkinson     |       |     |
| LO               | 3  | Jason Davidson     |       |     |
| SZ               | 17 | Matt McKay         |       |     |
| SZ               | 15 | Mile Jedinak (c)   | 90+2' |     |
| SZ               | 13 | Oliver Bozanić     |       | 72' |
| PK               | 7  | Mathew Leckie      |       |     |
| SÚ               | 9  | Adam Taggart       |       | 46' |
| LK               | 11 | Tommy Oar          |       | 61' |
| Nahrazující:     |    |                    |       |     |
| ZÁ               | 10 | Ben Halloran       |       | 46' |
| ZÁ               | 14 | James Troisi       |       | 61' |
| ZÁ               | 23 | Mark Bresciano     |       | 72' |
| Trenér:          |    |                    |       |     |
| Ange Postecoglou |    |                    |       |     |

| BR                 | 23 | Pepe Reina       |     |     |
| PO                 | 5  | Juanfran         |     |     |
| SO                 | 2  | Raúl Albiol      |     |     |
| SO                 | 15 | Sergio Ramos (c) | 62' |     |
| LO                 | 18 | Jordi Alba       |     |     |
| SZ                 | 14 | Xabi Alonso      |     | 83' |
| SZ                 | 17 | Koke             |     |     |
| ÚZ                 | 6  | Andrés Iniesta   |     |     |
| PK                 | 20 | Santi Cazorla    |     | 68' |
| LK                 | 7  | David Villa      |     | 56' |
| SÚ                 | 9  | Fernando Torres  |     |     |
| Nahrazující:       |    |                  |     |     |
| ZÁ                 | 13 | Juan Mata        |     | 56' |
| ZÁ                 | 10 | Cesc Fàbregas    |     | 68' |
| ZÁ                 | 21 | David Silva      |     | 83' |
| Trenér:            |    |                  |     |     |
| Vicente del Bosque |    |                  |     |     |

| Muž zápasu: David Villa Asistenti rozhodčího: Yaser Tulefat Ebrahim Saleh Čtvrtý rozhodčí: Norbert Hauata Pátý rozhodčí: Aden Range |

### Nizozemsko vs Chile
Oba týmy se spolu utkaly pouze v jednom utkání a to na Letních olympijských hrách 1928, kde zápas skončil remízou 2:2. Nizozemský útočník Robin van Persie byl kvůli dvěma žlutým kartám z předchozích střetnutí ve skupině na tento zápas suspendován. O výsledku duelu rozhodli střídající hráči Nizozemska, Leroy Fer a Memphis Depay. Ve výborných výkonech pokračoval i Arjen Robben. Nizozemci obsadili s plným počtem 9 bodů první místo v této základní skupině, Chile šlo do osmifinále ze druhého místa.
| 23. června 2014 18:00 |        |       |                                                                       |
| Nizozemsko            | 2 : 0  | Chile | Arena de São Paulo, São Paulo diváci: 62 996 rozhodčí: Bakary Gassama |
| Fer 77' Depay 90+2'   | Zpráva |       | Arena de São Paulo, São Paulo diváci: 62 996 rozhodčí: Bakary Gassama |

| Nizozemsko | Chile |

| BR             | 1  | Jasper Cillessen    |     |     |
| PO             | 7  | Daryl Janmaat       |     |     |
| SO             | 2  | Ron Vlaar           |     |     |
| SO             | 3  | Stefan de Vrij      |     |     |
| LO             | 5  | Daley Blind         | 64' |     |
| PZ             | 20 | Georginio Wijnaldum |     |     |
| SZ             | 6  | Nigel de Jong       |     |     |
| LZ             | 15 | Dirk Kuijt          |     | 89' |
| ÚZ             | 10 | Wesley Sneijder     |     | 75' |
| SÚ             | 11 | Arjen Robben (c)    |     |     |
| SÚ             | 17 | Jeremain Lens       |     | 69' |
| Nahrazující:   |    |                     |     |     |
| ZÁ             | 21 | Memphis Depay       |     | 69' |
| ZÁ             | 18 | Leroy Fer           |     | 75' |
| OB             | 14 | Terence Kongolo     |     | 89' |
| Trenér:        |    |                     |     |     |
| Louis van Gaal |    |                     |     |     |

| BR             | 1  | Claudio Bravo (c) |     |     |
| SO             | 17 | Gary Medel        |     |     |
| SO             | 5  | Francisco Silva   | 25' | 70' |
| SO             | 18 | Gonzalo Jara      |     |     |
| PKO            | 4  | Mauricio Isla     |     |     |
| LKO            | 2  | Eugenio Mena      |     |     |
| SZ             | 20 | Charles Aránguiz  |     |     |
| SZ             | 21 | Marcelo Díaz      |     |     |
| ÚZ             | 16 | Felipe Gutiérrez  |     | 46' |
| SÚ             | 7  | Alexis Sánchez    |     |     |
| SÚ             | 11 | Eduardo Vargas    |     | 81' |
| Nahrazující:   |    |                   |     |     |
| ZÁ             | 15 | Jean Beausejour   |     | 46' |
| ZÁ             | 10 | Jorge Valdivia    |     | 70' |
| ÚT             | 9  | Mauricio Pinilla  |     | 81' |
| Trenér:        |    |                   |     |     |
| Jorge Sampaoli |    |                   |     |     |

| Muž zápasu: Arjen Robben Asistenti rozhodčího: Evarist Menkouande Felicien Kabanda Čtvrtý rozhodčí: Joel Aguilar Pátý rozhodčí: William Torres |